# Artemio Guerra Garza
Artemio Guerra Garza (Reynosa, Tamaulipas, 5 de noviembre de 1946) es un pintor, muralista y escultor mexicano.
En 2021 recibió la Medalla al Mérito "Luis García de Arellano" en Reynosa, Tamaulipas.
Su mural llamado "Prometeo" fue utilizado para ser imagen de un boleto de lotería. 

## Historia
Su primer óleo lo pintó a los 11 años de edad y fue una copia de un cartel taurino de Manuel Capetillo.
Recibió las primeras instrucciones de dibujo y pintura por el docente Felipe Tenorio Rivera y Antonio Báez.
De 1962 a 1965 estudió pintura en la Casa del Arte en Ciudad Victoria, Tamaulipas, fue alumno de los pintores Ramón García Zurita, Ignacio Yépez, Manuel Salinas, Rosendo Méndez y Anastasio Téllez. 
De 1965 a 1967 fue ayudante de su padre en la Fragua Hidalgo, de ahí que acompaña la firma de su obra con la figura de un yunque, en homenaje al oficio de su padre. Posterior fue dibujante técnico en Petróleos Mexicanos hasta 1972.
En 1972 funda el taller de pintura José Clemente Orozco con ayuda de la señora Guadalupe Martinez Gameros, el cual duró activo en Reynosa durante 13 años. 
En 1973 ingresa a la Secretaría de Educación Pública (SEP) en el Centro Cultural 63 que después se convierte en el Centro de Capacitación 116, en donde laboró por 30 años al frente del taller de dibujo y pintura.
Desde 1996 ha recibido premios y homenajes por su trayectoria, recientemente en el Parque Cultural Reynosa se le nombró como Galería Artemio Guerra a la sala principal de exposiciones temporales de este importante recinto cultural.
Actualmente funge como Director del Museo Histórico Reynosa.

## Críticas de Arte
Su obra ha sido exhibida en importantes recintos, por lo que ha recibido críticas de destacados líderes del arte plástico, entre ellos  Arturo Estrada  discípulo de Frida Kahlo parte de “Los Fridos" y Berta Taracena  notable historiadora y crítica de arte.

## Trayectoria[7]
- 1966 - Exposición colectiva en la Primera Feria de Reynosa.
- 1967 - Trabaja como dibujante técnico en PEMEX.
- 1967 - Exposición individual de apuntes del Huracán Behula, en el Salón de Actos de la Presidencia Municipal de Reynosa.
- 1971 - Funda la Escuela de Pintura "José Clemente Orozco" de la que es Director y Maestro.
- 1972 - Exposición colectiva en el Club de Leones de Reynosa.
- 1972 - Exposición colectiva en el Salón de Actos de la Presidencia Municipal de Reynosa.
- 1972 - Exposición colectiva en McAllen, Texas.
- 1973 - Trabaja como Maestro en el Instituto de Cultura y Arte de Reynosa.
- 1973 - Inicia sus labores como Maestro de Pintura del Centro de Acción Educativa No. 63, dependiente de la Secretaría de Educación Pública.
- 1973 - Exposición colectiva en el Salón de Actos de la Presidencia Municipal.
- 1974 - "El Campesino Universal" Mural para la Unión de Campesinos de América, en San Juan, Texas.
- 1974 - Exposición individual en San Antonio, Texas, en el Hotel "El Tropicano".
- 1974 - Exposición colectiva en el Salón de Actos de la Presidencia Municipal de Reynosa.
- 1975 - "La Anunciación y la Visitación" Murales para la Iglesia de la Virgen de San Juan, San Juan, Texas.
- 1975 - Exposición individual de la Galería "Café y Arte" del Instituto Mexicano del Café, en Cd. Victoria, Tamaulipas.
- 1975 - "La Anunciación y Visitación" Mural en la Iglesia de la Virgen de San Juan, San Juan, Texas.
- 1975 - Exposición colectiva en el Salón de Actos de la Presidencia Municipal de Reynosa.
- 1976 - Exposición individual en la Galería "Cayman" de Nueva York, USA.
- 1976 - Exposición individual en el Centro Cultural Chicano de Chicago, Ill.
- 1977 - Exposición colectiva en la Universidad Panamericana de Edinburg, Texas.
- 1977 - Exposición colectiva en el Truman College de Chicago, Ill.
- 1977 - Exposición colectiva en el Salón de Actos de la Presidencia Municipal de Reynosa.
- 1977 - Exposición colectiva en el Casino Reynosa.
- 1977 - Exposición Colectiva en Nuevo Laredo Tamaulipas.
- 1978 - Exposición colectiva en la Galería "Gerbois" de Chicago, Ill.
- 1978 - Mural en la Presidencia Municipal de Reynosa."La Lucha del Hombre contra su Naturaleza hostil y su Triunfo".
- 1979 - Ingresa como Maestro en el C.B.T.I.S. No. 7 de Reynosa, Tamaulipas.
- 1979 - Exposición colectiva en la Galería "Proteus" de Los Ángeles, California.
- 1980 - Exposición individual en la Galería de Arte A. C. en Monterrey, N.L.
- 1980 - Exposición colectiva en la Casa de la Cultura de Reynosa, Tamaulipas.
- 1981 - Exposición colectiva en: Northwestern University, Evanston, Ill. Kingland Area Arts Council, Freeport, Ill., Paramount Art Center, Aurora, Ill., Skokie Fine Arts Comission, Skokie, Ill., Oregon, Ill. Mt. Carmel, Ill., Clinton Fine Arts Center y Clinton, Ill.
- 1981 - Mural "La Revolución Verde" Palacio de Gobierno de Cd. Victoria, Tamaulipas.
- 1982 - Exposición colectiva en el Poliforum Cultural Siqueiros.
- 1982 - Exposición colectiva en la Universidad Panamericana de Edinburg, Tex.
- 1983 - Mención Honorífica en el V Concurso de Pintura del McAllen State Bank.
- 1984 - Exposición individual Galería "El Pasillo" Reynosa, Tamaulipas.
- 1985 - Exposición individual Galería "Taub" en Philadelphia, Pennsylvania.
- 1986 - Exposición colectiva Museo Internacional de McAllen, Texas.
- 1987 - Exposición individual Texas State Bank, McAllen, Texas.
- 1987 - Exposición individual en Centro Cultural de Tamaulipas de Reynosa, Tamaulipas.
- 1987 - Exposición colectiva Casa de la Cultura en Piedras Negras, Coahuila, México.
- 1987 - Exposición colectiva en Casa de la Cultura de Monterrey, N.L.
- 1988 - Exposición colectiva en Museo Internacional de McAllen, Texas.
- 1990 - Exposición colectiva en Palacio de Bellas Artes - Homenaje a Mario Reyes, México, D.F.
- 1990 - Exposición individual en Museo Internacional de McAllen, Texas.
- 1991 - Exposición colectiva en First National Bank de McAllen, Texas.
- 1991 - Exposición individual en "Gentri Gallery" Isla del Padre, Texas.
- 1992 - Mural "Historia de Reynosa" Presidencia Municipal de Reynosa.
- 1992 - Exposición colectiva en el Museo Internacional de McAllen, Texas.
- 1993 - Exposición individual en el Banco del Atlántico, S.A. de H. Matamoros, Tamaulipas.
- 1994 - Exposición colectiva en Casa de la Cultura de Reynosa, Tamaulipas.
- 1996 - Exposición colectiva en el Museo Internacional de McAllen, Texas.
- 1996 - Exposición individual en el Pasaje del Metro Auditorio, México, D.F.
- 1996 - Exposición individual Universidad Panamericana de Edinburg, Texas.
- 1996 - Homenaje H. Matamoros, Tamaulipas.
- 1997 - Exposición colectiva en Casa de la Cultura de Allende, Guanajuato.
- 1997 - Exposición colectiva en Casa de la Cultura de Celaya, Guanajuato.
- 1997 - Exposición individual Presidencia Municipal de Moroleón, Guanajuato.
- 1997- Exposición individual en Universidad Panamericana de Edinburg, Texas.
- 1997 - Exposición individual en el Centro Vicentino de Cd. Victoria, Tamaulipas.
- 1998 - Mural "Reynosa Viva" Presidencia Municipal de Reynosa.
- 1998 - Exposición colectiva Centro Cultural Tamaulipas "Tamaulipas es mi tierra" (Itinerante) Cd. Victoria, Tamaulipas.
- 1998 - Exposición individual Centro Cultural de Tamaulipas. Cd. Victoria, Tamaulipas.
- 1999 - Exposición colectiva "Naturalezas Fantásticas" (Itinerante).
- 2000 - Exposición colectiva Casa de la Cultura de Tampico, Tamaulipas.
- 2000 - Exposición colectiva en Ex - convento San Agustín de Zacatecas, Zacatecas.
- 2000 - Exposición individual en Casa de la Cultura de Tamaulipas, México, D.F.
- 2001 - "Homenaje a los Fundadores" Esculturas en cobre, Carretera a Monterrey, Reynosa, Tamaulipas.
- 2001 - Exposición colectiva en el Museo Internacional de McAllen, Texas.
- 2001 - Exposición colectiva en Casa de la Cultura de Tamaulias, México, D.F.
- 2002 - Exposición individual en el Hotel Holiday Inn de Reynosa, Tamaulipas.
- 2002 - Exposición individual Hotel Holiday Inn Reynosa, Tamaulipas.
- 2003 - Exposición colectiva Galería Siglo XXI, México, D.F.
- 2004 - Exposición individual Embajada de Colombia, México, D.F.
- 2004 - Exposición individual Galería del Seguro Social de Cd. de México, D.F.
- 2004 - Exposición individual en Casa de la Cultura de Reynosa, Tamaulipas.
- 2005 - Exposición colectiva Museo Internacional de McAllen, Texas.
- 2005 - Exposición individual Hotel Holiday Inn de Reynosa, Tamaulipas.
- 2006 - Exposición colectiva Casa de la Cultura de Reynosa.
- 2007 - Exposición colectiva Casa de la Cultura de Reynosa.
- 2008 - Exposición individual en IRCA. Reynosa.
- 2010 - Escultura "Herencia de Vulcano" Parque Cultural Reynosa, Reynosa, Tamaulipas
- 2010 - Exposición Individual, Centro Cultural Tamaulipas, Cd. Victoria, Tamaulipas.
- 2011 -  Mural "Prometeo", Tecnológico de Reynosa, Reynosa, Tamaulipas.
- 2013 - Exposición Individual Teatro de la Reforma, Matamoros, Tamaulipas.
- 2013 - Exposición Retrospectiva "Aleación", Parque Cultural Reynosa, Reynosa, Tamaulipas.
- 2013 - Exposición Individual Corredor del Arte, Reynosa, Tamaulipas.
- 2014 - Exposición Individual "Aleación", International Museum of Art and Science, McAllen, Texas.